# 米德韦 (肯塔基州)
米德韦（英語：Midway），是美国肯塔基州的一座城市。面积约为2.8平方公里（1.1平方英里）。根据2010年美国人口普查，该市的人口为1,641人。